# Leeteuk
Park Jung-su (født 1. juli 1983) er en sydkoreansk sanger kendt under navnet Leeteuk (Hangul: 이특) hvilket på koreansk betyder special. Leeteuk er medlem og leder af den meget populære popgruppe Super Junior som hører under SM Entertainment. Udover at være musiker, er han også kendt som tv-vært, skuespiller og radio DJ på radioprogrammet "Kiss the radio", som han delte med hans bandmedlem Eunhyuk. Desværre måtte han stoppe som radio DJ i 2011.

I april 2007 var Leeteuk ude for en bilulykke, hvor han kom meget slemt til skade. Dette skete sammen med hans gruppemedlemmer Eunhyuk, Kyuhyun, Shindong og to af deres managere. 
1. ↑  Navnet er anført på engelsk og stammer fra Wikidata hvor navnet endnu ikke findes på dansk.